# Portada/article març 13

## 0,999...
En matemàtiques, el nombre 0,999... amb el 9 com un nombre decimal periòdic denota el nombre real u. En altres paraules, les notacions «0,999…» i «1» representen el mateix nombre en el sistema de nombres reals. Les demostracions d'aquesta igualtat s'han formulat amb diversos graus de rigor matemàtic, tot depenent del mètode preferit per definir els nombres reals, les hipòtesis i suposicions de partida, el context històric i l'audiència objectiu.